# Tudor Girbea
Tudor Girbea (n. 16 octombrie 1998) este un jucător român de baschet, ce evoluează în prezent pentru Rapid București.
Și-a început cariera la CSS Unirea Iași, urmând ca în sezonul competițional 2015-2016 să se transfere la CSM Ploiești, echipa cu care a reușit să promoveze în primul eșalon. Ulterior, a trecut la CS Politehnica Iași cu care a reușit iar promovarea în prima ligă. 
În sezonul 2017-2018 acesta a făcut parte din lotul echipei BC Mureș Târgu Mureș, iar următoarele trei sezoane le-a petrecut la CSO Voluntari, echipă care a reuăit să câștige Cupa României și să joace semifinala Ligii Naționale de Baschet Masculin.
În vara anului 2021 acesta s-a transferat la CSA Steaua București.